# Bolbitis nakaii
Bolbitis nakaii là một loài thực vật có mạch trong họ Lomariopsidaceae. Loài này được H. Itô mô tả khoa học đầu tiên năm 1938.